# 캐나다계 오스트레일리아인
캐나다계 오스트레일리아인(프랑스어: Canadian Australians)은 캐나다인 혈통으로 자신을 밝힌 오스트레일리아인을 의미한다. 이는 오스트레일리아에 거주하는 캐나다 이민자 및 재외국민을 지칭할 수도 있다.

2006년 통계에 따르면 캐나다 조상을 둔 오스트레일리아인이 21,000명에 달했다. 많은 캐나다계 오스트레일리아인은 캐나다 본토뿐만 아니라 미국과 영국에서 이민 왔다. 2016년 오스트레일리아 인구 조사에 따르면 2016년 오스트레일리아에 거주하는 캐나다 출생 오스트레일리아인은 43,049명으로, 2011년 오스트레일리아 인구 조사에 따른 38,871명보다 증가했다. 양국 간의 높은 이민 수준은 과거 대영 제국의 식민지였던 공통된 지위와 웨스트민스터 체제에 기반을 둔 의원내각제라는 유사한 정치 체제에서 비롯된다.

우편 지역별 시드니 인구 대비 캐나다 출생자 비율 지도.

## 역사
최초의 캐나다계 오스트레일리아인들은 1837-38년 캐나다 내전 동안 추방되어 상류 캐나다(현재 온타리오주)와 하류 캐나다(현재 퀘벡주) 본토에서 뉴사우스웨일스주와 태즈메이니아주로 온 이민자들이었다. 오스트레일리아로 보내진 죄수 154명 중 58명은 영어를 하지 못하는 프랑스계 캐나다인으로 뉴사우스웨일스주로 보내졌다. 뉴사우스웨일스주에 정착한 죄수들은 모두 처음에는 노동자로 배정되었고, 나중에는 자유 정착민이 될 수 있었다. 이 노동자들은 패러매타 로드, 캐나다 베이, 엑사일 베이, 그리고 콩코드의 카바리타 공원에 있는 기념비를 포함하여 오늘날까지 남아있는 시드니 기반 시설 건설에 기여했다.
두 번째 캐나다계 오스트레일리아인 물결은 1851년 금을 찾아왔다. 오스트레일리아 골드러시는 수백 명의 캐나다인을 포함하여 전 세계 사람들이 금을 찾아 오스트레일리아로 몰려들게 했다. 그들은 인기 있는 마을인 밸러랫에 영향을 미쳤는데, 한 캐나다인 금광업자가 성공을 거둔 후 '캐나다 굴리'는 한 걸리에 주어진 이름이 되었고, 큰 금덩이도 '더 캐나다인'이라는 이름이 붙여졌다.
캐나다계 오스트레일리아인들은 골드러시 기간과 그 이후 현대 오스트레일리아 사회의 기반을 발전시키는 데 기여했다. 1854년, 새뮤얼 맥고언은 멜버른에서 윌리엄스타운까지 이어진 오스트레일리아 최초의 전보 노선을 구축했다. 비슷한 시기에 조지와 윌리엄 채피는 머리강 전역에 여러 관개 시설을 만들었다. 이는 물을 이전보다 더 멀리 운반할 수 있게 하여 농업 성공을 증가시켰고, 결국 사우스오스트레일리아주와 빅토리아주에서 건과 산업의 시작을 이끌었다.

### 제1차 세계 대전 중 오스트레일리아-캐나다의 유사한 경험
1914년 8월 4일, 그레이트브리튼 아일랜드 연합왕국은 독일 제국에 전쟁을 선포했다. 당시 캐나다와 오스트레일리아가 영국의 자치령이었기 때문에 캐나다와 오스트레일리아의 수상들은 자국 군대가 제국군에 합류할 것임을 받아들였다. 캐나다의 야당 지도자 윌프리드 로리에는 캐나다가 전쟁 노력에 참여할 준비가 "준비, 그래, 준비되어 있다"고 말했다. 오스트레일리아의 당시 야당 지도자이자 나중에 수상이 된 앤드루 피셔도 오스트레일리아가 "마지막 한 사람, 마지막 한 푼까지" 헌신할 것이라고 비슷한 의견을 표명했다.
제1차 세계 대전 동안 오스트레일리아인과 캐나다인 사이에는 많은 유사점이 있었다. 오스트레일리아 제1사단은 캐나다에서 교육받은 윌리엄 스로즈비 브릿지스 소장이 처음 지휘했다. 1915년, 캐나다 군대는 ANZAC (오스트레일리아 뉴질랜드 군단)의 선례를 따르는 사단으로 편성되었다. 캐나다와 오스트레일리아 병사들은 서부 전선에서 나란히 싸웠다. 오스트레일리아인과 캐나다인은 1917년 말 파스샹달에서 다시 함께 싸웠고, 1918년 아미앵 동쪽에서 마지막 연합군 공세를 시작했는데, 여기에는 오스트레일리아 병사들과 캐나다 병사들의 선봉대가 포함되었다.
캐나다와 오스트레일리아 정부는 1918년 영국 전쟁 내각을 소집했고, 두 수상은 모두 자국군의 부상자와 사망자를 대표했다. 캐나다와 오스트레일리아가 함께 전쟁에서 중요한 역할을 했기 때문에 그들은 국제적인 영향력을 얻었으며, 이는 영국 정부에 의해 인정되었다. 이로 인해 두 수상은 1919년과 1920년 파리 강화 회의에서 별도의 자치령을 대표하게 되었다. 제1차 세계 대전 동안 헌법적 변화는 없었지만, 영국 전쟁 내각은 1931년 웨스트민스터 헌장에서 양국에 데 유레 독립을 부여하게 된 태도 변화를 이끌었다. 캐나다와 오스트레일리아에서 나타난 이러한 고조된 국가 정체성은 세 번째 캐나다 이민 물결을 오스트레일리아로 이끌었다. 오스트레일리아와 캐나다의 제1차 세계 대전 경험이 얼마나 유사한지 보여주기 위해 다음 통계는 NationMaster.com에 따라 전 세계 순위로 제공된다.
제1차 세계 대전 연합군 동원 병력 측면에서 캐나다는 628,934명으로 10위, 오스트레일리아는 412,953명으로 11위이다. 또한, 제1차 세계 대전 중 연합군 부상자 측면에서 오스트레일리아는 152,171명으로 6위, 캐나다는 149,732명으로 7위를 기록했다. 전체 인구 대비 사망자 비율 측면에서 오스트레일리아는 1.38%로 11위, 캐나다는 0.92%로 12위이다.

### 캐나다-오스트레일리아 프로그램 및 클럽
제2차 세계 대전 이후, 오스트레일리아 정부가 개발한 '숙련 이민 프로그램'은 고등 교육 자격을 갖춘 더 많은 캐나다 이민자들이 오스트레일리아로 올 수 있게 했다. 이는 오스트레일리아로 이민 온 캐나다계 오스트레일리아인의 수를 증가시켰을 뿐만 아니라, 특히 유럽과 북아메리카에서 오스트레일리아로의 전체 이민 증가에도 기여했다.

### 네트워크 캐나다
네트워크 캐나다는 시드니에 기반을 둔 전문 및 사교 네트워크 그룹으로, 캐나다-오스트레일리아 젊은 전문가 네트워크로도 알려져 있다. 이는 오스트레일리아에 거주하는 북아메리카 젊은 전문가들의 가장 큰 네트워크이다. 그들은 오스트레일리아 전역의 여행 조언과 오스트레일리아 생활에 대한 조언을 제공한다. 네트워크 캐나다는 2002년 시드니에 거주하는 캐나다 재외국민을 위한 사교 네트워크로 시작되었다. 네트워크 캐나다에는 모든 대륙의 학생과 전문가가 포함되어 있으며, 그들이 주최하는 파티는 캐나디안 클럽, 데스티네이션 캐나다, 헝그리 잭스와 같은 회사들의 후원을 받는다. 네트워크 캐나다의 목표는 사람들이 만나고 네트워크를 형성하는 것이다. 행사 외에도 네트워크 캐나다는 다양한 비자 유형, 이민 질문, 그리고 시드니에 살고자 하는 새로운 캐나다계 오스트레일리아인을 위한 일반적인 조언을 제공하여 캐나다계 오스트레일리아인이 시드니 생활에 정착하는 것을 돕는다.

### 빅토리아
빅토리아 캐나다 클럽(CCV)은 1940년에 설립된 이래로 운영되어 왔으며, 멜버른과 지역 빅토리아 출신의 캐나다계 오스트레일리아인이 참여하고 있다. 빅토리아 캐나다 여성 클럽은 1940년에 멜버른에서 캐나다를 그리워하고 남편이 전쟁으로 인해 떨어져 있어 어려움을 겪는 캐나다 여성들을 돕기 위해 설립되었다. 비슷한 시기에 캐나다 남성 클럽이 호주와 캐나다 간의 비즈니스 및 네트워크 중심의 목표를 가지고 결성되었다. 1981년, 이 두 클럽이 합쳐져 현재의 빅토리아 캐나다 클럽이 되었다.
CCV는 캐나다계 오스트레일리아인 또는 캐나다와 강한 가족 유대를 가진 개인을 위한 자원봉사 운영 사교 클럽이다. 그들의 목표는 행사를 통해 캐나다와 오스트레일리아 문화를 통합하는 것이다. CCV는 매년 두 가지 주요 행사를 개최하는데, 7월 1일의 캐나다의 날과 11월 26일의 추수감사절이다. 또한 사람들의 네트워킹 및 캐나다 관련 주제에 대한 대화를 위한 몇 가지 소규모 사교 행사를 운영한다.

### 현대 문화 교류 및 학술 협력
최근 수십 년 동안, 캐나다계 오스트레일리아인들은 양국 간의 학술, 문화 및 환경 협력에도 기여해 왔다. 양국은 특히 기후 과학, 원주민 연구, 보건 정책 분야에서 양자 연구 프로그램 및 학생 교환 이니셔티브의 증가를 보였다. 학자들은 공통된 식민지 역사와 유사한 사회정치적 구조가 캐나다와 오스트레일리아를 비교 연구 및 정책 혁신에 이상적인 파트너로 만들었다고 언급한다(Chapnick, 2022). 또한 점점 더 많은 캐나다 학생들이 양질의 프로그램과 익숙한 문화 환경에 매료되어 오스트레일리아 대학에서 공부하기로 선택하고 있다(Belanger et al., 2012). 추가적으로, 캐나다와 오스트레일리아 연구원들은 산불 관리 및 생물다양성 보전과 같은 전 세계적인 문제에 대해 자주 협력하여, 이러한 태평양 횡단 관계의 실질적인 영향을 강조한다(Bowman et al., 2017).

## 캐나다계 오스트레일리아인을 위한 온라인 상점

### OCanada
OCanada는 선샤인코스트에 기반을 둔 온라인 상점으로, 캐나다와 관련된 음식 및 일반 제품을 판매한다. 그들은 캐나다에서 인기 있는 음식, 음료, 의류, 기념품, 레시피 등을 주문하여 배송한다. 고객들이 현재 제공하지 않는 제품에 대해 요청 및 제안을 할 수 있도록 하여 캐나다 대중문화의 변화에 대응한다. 또한 할인 행사를 진행하고 애프터페이를 받는다.

### 더 캐나다 웨이
더 캐나다 웨이(The Canadian Way)는 시드니 허스트빌에 기반을 둔 캐나다 제품 매장이지만 온라인으로도 운영된다. 특히, 가족이 운영하는 Jakemans 100% 순수 유기농 메이플 시럽과 100% 야생 포획 해산물을 판매하는데, 이는 캐나다에서 포획되어 오스트레일리아로 직접 배송된 후 소매 파트너나 고객의 집으로 직접 배송된다.
더 캐나다 웨이는 캐나다계 오스트레일리아인 데이비드 코스트-크레티앙이 시작했다. 그는 다른 많은 캐나다계 오스트레일리아인들과 이야기를 나누고 오스트레일리아에서 캐나다 기반 음식에 대한 많은 수요가 있다는 것을 깨달은 후 더 캐나다 웨이를 시작했다. 그들은 메이플 시럽, 메이플 쿠키, 메이플 캔디와 같은 많은 메이플 기반 제품을 판매한다. 또한 연어와 캐비아와 같은 다양한 해산물뿐만 아니라 Motts Clamato Juice, Bits 'n Bites, 크래프트 디너, 트리스킷과 같은 인기 있고 독특한 캐나다 음식도 판매한다.

## 문화 행사
오늘날 캐나다계 오스트레일리아인들은 캐나다의 날(7월 1일)과 캐나다 추수감사절(10월 둘째 월요일)과 같은 캐나다 문화 행사를 여전히 기념한다. 캐나다 클럽과 같은 단체들은 이러한 전통 행사가 계속 이어지도록 돕는다.

## 인구 통계

### 종교
2016년 오스트레일리아 인구 조사와 2011년 오스트레일리아 인구 조사를 비교하면, 캐나다에서 태어난 캐나다계 오스트레일리아인들의 종교적 소속은 감소했다. 2011년에는 36.7%가 "무교" 인구 조사 범주에 속했지만, 2016년에는 45.3%가 "무교"라고 밝혔다. 가장 흔한 종교는 2011년과 2016년 모두 가톨릭으로, 해당 연도에 캐나다 출생 오스트레일리아인의 20%와 17.1%가 가톨릭이라고 밝혔다. 이러한 종교 인구 통계의 변화는 각각 모든 오스트레일리아 출생 오스트레일리아인과 비오스트레일리아 출생 오스트레일리아인에게서 유사한 추세를 따른다(2011년에는 24.5% 및 20.2%가 무교였던 반면, 2016년에는 33.3% 및 26.7%가 무교였다).

### 교육
2016년에 15세 이상 캐나다 출생 오스트레일리아인의 20.6%가 가장 높은 학력으로 학사 학위 이상을 소지하고 있었으며, 이는 오스트레일리아 출생 오스트레일리아인의 22%와 비교된다. 유사한 추세로, 캐나다 출생 오스트레일리아인의 14.2%가 12학년까지 완료한 것을 가장 높은 학력으로 가지고 있었으며, 이는 오스트레일리아 출생 오스트레일리아인의 15.7%와 비교된다. 교육 성취도 감소는 미미하지만 다른 교육 통계에서도 일관적이다. 캐나다 출생 오스트레일리아인은 가장 높은 학력으로 다음 비율을 보였다: 8.8%가 10학년까지 완료했고, 8.4%가 9학년 이하까지 완료했다. 이는 오스트레일리아 출생 오스트레일리아인과 비교할 수 있는데, 그들의 가장 높은 학력 수준은 10.8%가 10학년까지 완료했고 8%가 9학년 이하까지 완료했다.
위의 수치에서 볼 수 있듯이 캐나다계 오스트레일리아 가족의 교육 수준은 상당히 비슷하다. 이는 캐나다와 오스트레일리아 모두 초등 및 중등 교육 전반에 걸쳐 표준화된 시험을 사용하며, 대학 입학에도 유사한 시험이 사용되기 때문일 수 있다. 그러나 캐나다 출생 오스트레일리아인의 교육 수준은 약간 낮았는데, 캐나다에서는 "시각적 소수민족 및 영어 학습자가 많은 학교에서 표준화된 시험의 영향은 불평등을 강화하고 사회적 격차를 증가시키는 다양한 관행을 포함한다"는 것이 밝혀졌다. 이것이 일부 오스트레일리아 학교에서도 나타날 수 있지만, 이는 캐나다 출생 오스트레일리아인의 교육 수준이 약간 낮은 이유를 설명할 수 있다.

### 경제
2016년 캐나다 출생 오스트레일리아인의 주간 중위 소득은 개인당 645달러, 가족당 1,570달러, 가구당 1,290달러였다. 이는 오스트레일리아 출생 오스트레일리아인의 주간 중위 소득(개인 662달러, 가족 1,734달러, 가구 1,438달러)보다 약간 낮은 수치이다. 이러한 경향은 캐나다 노동자들이 고용주로부터 받는 졸업 후 교육 기회의 부족으로 설명될 수 있다. "캐나다는 OECD에 의해 훈련 분야에서 '약한' 국가 중 하나로 분류되며, 공공 지원 측면에서는 평균 이상으로 분류되는 경향이 있으므로, 이는 국제 표준에 비해 고용주의 지원이 극히 약하다는 것을 시사한다. 이로 인해 캐나다 고용주들이 훈련 문화를 결여하고 있다는 비판을 받았다" (Benjamin, 2001).

## 저명한 캐나다계 오스트레일리아인
- 로셸 아도니스, 요리사
- 잭 코윈, 패스트푸드 거물
- 루크 퍼드, 배우
- 맬컴 프레이저, 제22대 오스트레일리아 수상
- 데릭 뮬러, 과학 커뮤니케이터
- 패멀라 레이브, 배우
- 헨리 로스, 금광업자 및 유레카 반란의 반군
- 앤드루 맥그래스, AFL 에센돈 - 미드필더
- 제이먼 새먼, 럭비 리그 선수
- 맷 더닝, 럭비 유니온 선수
- 케이시 더닝, 럭비 유니온 선수
- 맷 왓슨, 유튜버

## 같이 보기
- 앵글로켈트계 오스트레일리아인
- 아시아계 오스트레일리아인
- 오스트레일리아계 캐나다인
- 오스트레일리아-캐나다 관계
- 칼도슈
- 캐나다계 뉴질랜드인
- 유럽계 오스트레일리아인
- 오세아니아의 유럽인
- 프랑스계 오스트레일리아인
- 캐나다의 문화
- 오스트레일리아로의 이민

## 참고 문헌
- Berry, A. (2001). Minimum Wages in Canada. Labor Market Policies in Canada and Latin America: Challenges of the New Millennium, 187–220. doi:10.1007/978-1-4757-3347-1_8
- Betcha, B. (2014). About the club. Retrieved November 19, 2020, from http://www.canadianaustralianclub.com/abouttheclub
- Clarke, Andrew, and Mikal Skuterud. "Why Do Immigrant Workers in Australia Perform Better than Those in Canada? Is It the Immigrants or Their Labour Markets?" 14 Nov. 2013, Canadian Journal of Economics/Revue Canadienne D'économique, vol. 46, doi:10.1111/caje.12059
- Richardson, Sue & Lester, Laurence. (2004). A Comparison of Australian and Canadian Immigration Policies and Labour Market Outcomes. Retrieved from https://www.researchgate.net/publication/252056325_A_Comparison_of_Australian_and_Canadian_Immigration_Policies_and_Labour_Market_Outcomes.
- Sam, Erin. (2020). Bringing Canada Down Under. Retrieved November 19, 2020, from https://ocanada.com.au/